# Plume pou digne
Albums de Plume Latraverse
Triniterre Le vieux show son sale
Plume pou digne est un album de Plume Latraverse, sorti en automne 1974 (sur étiquette London Deram, XDEF-101), avec des collaborateurs comme Stephen Faulkner, Fabienne Thibeault (Le Gros Flash mauve), Mario Bruneau, Gaby Johnston. Les chansons Rideau et Bossa-Mota font l'objet d'un 45 tours en 1975 (Deram DF 507).

## Liste des titres
| 1.    | Rideau (Plume - Grégoire)                                                       | 3:14 |
| 2.    | Bossa-Mota (Plume Latraverse)                                                   | 1:45 |
| 3.    | Bonne Soirée (Plume Latraverse)                                                 | 4:57 |
| 4.    | Encore des mots… (Plume Latraverse)                                             | 4:10 |
| 5.    | Strip-tease (Plume Latraverse)                                                  | 4:47 |
| 6.    | Léopold Gibouleau (Plume Latraverse)                                            | 2:25 |
| 7.    | Le Gros Flash Mauve (featuring Fabienne) (Plume Latraverse)                     | 6:00 |
| 8.    | Calvaire (Volver) (Plume - Grégoire: adaptation de Volver de Vicente Fernández) | 3:54 |
| 9.    | Les Brassières (Plume Latraverse)                                               | 1:55 |
| 10.   | Ne pleure pas petite fille (Plume - Caïn)                                       | 5:10 |
| 11.   | Métropole B.B.Q. (P. Landry - Plume Latraverse)                                 | 3:35 |
| 41:52 |                                                                                 |      |

## Fiche technique
Ont participé à ce désastre (les Malotrou) :
- Plume pou digne : guitare trempe, guitare classique, bruitage, maquette originale, flûte à coulisse, harmonica, voix
- Blind Cassonade Steve Faulkner : guitare électrique et acoustique, divan, banjo, maracas, voix
- Charlot [Barbeau] (le cousin à Mathieu) : piano, voix
- Mario Bruneau : percussion latine, chorale
- Mathieu Léger (le cousin à Charlot) : percussion grecque, xylophone, batterie, voix (gracieuseté du Jazz Libre du Québec)
- Maurice Richard : basse, café, sonnette d'alarme, voix (gracieuseté du Jazz Libre du Québec)
- Yves Charbonneau : cornet (à 2 boules) (gracieuseté du Jazz Libre du Québec)
- Gaby Johnston : saxophone
- Dummy Nick Tremblant [Dominique Tremblay] : violon d'acier
- Fabienne Thibeault : cordes vocales

- Gilles Valiquette : producteur artistique, harmonica dans Rideau
- Ingénieurs du son : Rick Austin, Quentin Meek, Chuck Gray
- Pépine : introduccion y lapiz final en la seconda cancion del primero lado
- Emilie : braillage dans Ne pleure pas (sans rancune)
- Cœur de sous ton moi : Brenda, Hélène, Georges pis Cass

Soutiens cardiaques
Luc Phaneuf et Jacques Boulais
Photos
Jacqueline Wanner
Montage et graphisme
Marcel Cadieux
Salutations spéciales et remerciements à l'Agent Glad (lui-même) ainsi qu'à Loulou (chandails en tous genres)
Une réalisation des Productions Productions inc.
Si vous êtes satisfais dites-le à d'autres, Si vous l'êtes pas dites-moé le pas... Plume
Il mangeait peu, mais mal (P. Landry)